# ルルー (魔導物語)
ルルー（RULUE）は、コンパイルのコンピューターゲーム『魔導物語』・『ぷよぷよ』シリーズの登場人物。同シリーズにおける主要人物の1人で、一部の作品では主人公を務めている（後述）。

## 概要
気位の高いお嬢様。自身が恋するサタンの婚約者を自称しており、アルル・ナジャのことを一方的にライバル視している。一人称は「私」。

## 作中での活躍

### コンパイル時代
初登場はMSX2版『魔導物語3』であり、同作のオープニングでは呪文を唱えてミノタウロスを召喚していたり、GG版『魔導物語III』では最終ボスとして怪光線を放つなど、魔法を使う場面があった。その一方で、中期以降の作品では「魔法が使えない格闘技の達人」という設定に変更されている。
彼女の存在自体はMSX2版『魔導物語2』の時点で既に語られており、アルルより前にライラの遺跡に挑戦していた美女と野獣がいたが、最深部のサタンの居処に辿り着けなかったことが示されている。その後、『魔導物語3』でサタンの婚約の証であるカーバンクルを連れたアルルを見て彼女がサタンと婚約したと思い込み、それ以降も当のサタンがアルルに付き纏っていることから、度々アルルのことを一方的に恋敵とみなすようになった。
その一方で、『魔導物語3』以降のシナリオでは魔導学校を目指すアルルの旅に同行している。
セガサターン版『魔導物語』のディレクターを務めた織田健司は、ルルーはアルルのことを嫌っているわけではなく、その根底には彼女なりの公正さがあると『魔導物語ファンブック イラストレーション&アザーズ』に寄せたコメントの中で語っている。
サタンとの出会いは『魔導物語3』より2年前の『魔導物語ARS』のR編で語られており、別件で黒幕に殴り込んだサタンに救出されたことがきっかけとなっている。
『魔導物語ARS』のR編、『す〜ぱ〜なぞぷよ ルルーのルー』のルルー編、『す〜ぱ〜なぞぷよ通〜ルルーの鉄腕繁盛記〜』、『ルルーの鉄拳春休み』（DS14号）では主人公を務めている。『アルル漫遊記』（DS13号）では、巴御前として登場。
2月24日生まれのうお座。年齢は『魔導物語ARS』では16歳、その他の『魔導物語』シリーズおよび『ぷよぷよ』シリーズでは18歳。
織田はルルーの背景設定として、不在がちな祖母に育てられたことや、その祖母が他界した後は母親が育てたこと、そして、母親亡き後にルルーの父と縁のある人物が養親兼執事（じい）となったことを語っている。また、織田はルルーについて、顔つきや高笑いなどもあって冷たい人物に見えるが、芯は家庭的かつ女性的であると説明している。
なお、コンパイル製作の『ぷよぷよ』シリーズ本編では一度も主人公を務めたことがないことから、このことを『わくぷよ』内でドラコケンタウロスに指摘されている。
『ぷよぷよ〜ん』では、GBC版以外の特技は「真・女王乱舞」、GBC版の特技は「てつぷよドロップ」。『ぷよぷよBOX』の「ごちゃまぜぷよぷよ」で「よ〜ん」スタイルの敵キャラとして登場するときの特技は「ネオブレイク」。

### セガ時代
シリーズの版権がセガに移った後の作品において、ルルーは『ぷよぷよ! Puyopuyo 15th anniversary』から登場しており、同作および『クロニクル』では隠しキャラクターとして登場している一方で、それ以外の作品では最初から使用可能となっている。
サタンに対する愛情やアルルとの関係、および格闘技を得意としている点など、コンパイル時代の設定のほとんどを引き継いでいる。一人称は『私（わたくし）』。
『ぷよぷよフィーバーチュー!』では登場しないものの、ラフィーナのストーリーにおいて彼女の存在をアルルに思い浮かべられていた。さらに、同作の『プリサイス博物館』に置いてあるアルルの著書『アルルのおもいで』においても、名前のみ登場している。
『ぷよぷよ!』ではアコール先生の依頼でプリンプ魔導学校の生徒らに格闘の特別授業を行うことになった。おにおんの言葉を理解することができる。また、レムレス、おしゃれコウベとは、初対面で意気投合している。
自身と性格がよく似ているラフィーナとは『ぷよぷよ! The Medal Edition』では、格闘女王の座をかけて対立していた。
『ぷよぷよ7』ではアルル（ダークアルル）に騙されて世界の七不思議スポットのひとつであるイースター島に呼び出され、りんご、アミティ、すけとうだらの一行とぷよ勝負をすることになった。
『ぷよぷよ!!』では、サタンの城に向かおうとしていたアルルとシェゾを阻止しようと勝負を挑む。また、自身のストーリーではサタンが起こした嵐をアルルの仕業と思い込んでいたが、アルルからサタンの仕業だという事実を聞くと、態度を変えて「気品あふれる嵐」と評した。挙句には、サタンの城に半ば強引に住み込もうとし、サタンを困惑させた。加えて、同作ではラフィーナと再会を果たしており、高飛車な言動や格闘が得意という共通点から、彼女と意気投合した。
なお、同作においては声違いキャラクターとしてねむそうなこえのルルーが登場している。
『ぷよぷよテトリス』ではラフィーナ、フェーリと共に何者かに操られた状態で突如りんご達の通うすずらん中学校に現れ、アルルに勝負を挑む。その後、シェゾの提案でアルルとカーバンクルでサタンの名前を連呼することにより自力で目覚める。なお、VSルールのデフォルトではテトリスサイドに属している。

## デザイン
蹴りを放ちやすいように、大きくスリットが入ったドレスを着用しており、全体的に露出度が高めのデザインとなっている。また、 旧作品では裸足だったが、『ぷよぷよ!』以降はサンダルを履いている。

## ルルーを演じた人物

### 声優
- 中西しほり - 『魔導物語A・R・S』
- 冬馬由美 - PCE版『ぷよぷよCD』、『ぷよぷよ の〜てんSPECIAL』、PCE版『ぷよぷよCD通』
- さるかいかい - AC・SS版『ぷよぷよSUN』、『たいぷdaぷよぷよ』（一部のみ）、ディスクステーション収録ムービー（N64版『ぷよぷよSUN』発売前）
- 浅葱のあ（コンパイル自社オーディション） - N64・PS版『ぷよぷよSUN』、『わくわくぷよぷよダンジョン』、SS版『魔導物語』、『みんなでぷよぷよ』、ディスクステーション収録ムービー（N64版『ぷよぷよSUN』発売後）
- 星野千寿子 - 『ぷよぷよ〜ん』、『ぷよぷよDA! -featuring ELLENA System-』
- 近藤佳奈子[3][4] - 『ぷよぷよ!』、『ぷよぷよ7』、『ぷよぷよ!!』、『ぷよぷよ!!クエスト』、『ぷよぷよテトリス』、『ぷよぷよクロニクル』、『ぷよぷよテトリス2』
- キラ・バックランド（英） - 『ぷよぷよテトリス』、『ぷよぷよテトリス2』、『ぷよぷよeスポーツ』（いずれも英語版[5]）

MSX2/PC-98版『魔導物語3』では戦闘を行わなかったことからボイスが無く、この事情からアーケード版『ぷよぷよ』では唯一登場ボイスが無かったが、同作のPCエンジン移植版『ぷよぷよCD』でのみ新たに「ふんっ」という登場ボイスが追加されている。
近藤佳奈子は「ぷよぷよフェスタ2012」のトークイベントの中で、『ぷよぷよSUN』でルルーを使ったことがあり、自分がルルーを演じてもよいかという戸惑いがあったことを明らかにしている。

### 俳優
- 菊地美香 - 舞台『ぷよぷよ オンステージ』[6]

## 現実世界での扱い
『ぷよぷよSUN』の関連グッズとして、キーチェーンが発売されていたことがあった。
2019年に期間限定で開催されたコンセプトカフェ『ぷよクエカフェ2019』では、『ぷよぷよ!!クエスト』に登場した派生キャラクター・蒸気都市のルルーを題材としたドリンクが提供された。

## 反響

### 反響（コンパイル時代）
コンパイル時代に発行されていた ディスクステーション（BOOKタイプ）の人気投票は右表の通り。
また、セガサターン版『魔導物語』の人気投票では6位だった。
| 回     | 対象号 | 結果                      | 備考                                                                     | 注     |
| ------ | ------ | ------------------------- | ------------------------------------------------------------------------ | ------ |
| 第1回  | 7号    | -                         | 登場作品なし                                                             | [ 10 ] |
| 第2回  | 8号    | -                         | アンケートはがきの不備により実施できず                                   | [ 11 ] |
| 第3回  | 9号    | -                         | 登場作品なし                                                             | [ 12 ] |
| 第4回  | 10号   | -                         | 登場作品なし                                                             | [ 13 ] |
| 第5回  | 11号   | -                         | 登場作品なし                                                             | [ 14 ] |
| 第6回  | 12号   | 3位                       | 『魔導物語 はちゃめちゃ期末試験』にて登場。                              | [ 15 ] |
| 第7回  | 13号   | 14位                      | 『アルル漫遊記』およびムービーファイルにて登場                           | [ 16 ] |
| 第8回  | 14号   | 2位                       | 『ルルーの鉄拳春休み』にて登場                                           | [ 17 ] |
| 第9回  | 15号   | -                         | 登場作品なし                                                             | [ 18 ] |
| 第10回 | 16号   | 16位                      | 『なぞぷよ』にて登場                                                     | [ 19 ] |
| 第11回 | 17号   | 16位                      | 『白熱 ! ぷよりんぴっく !』にて登場。 うろこさかなびと（セリリ）と同位。 | [ 20 ] |
| 第12回 | 18号   | 9位（マスクド・校長先生） | 『セリリのはっぴーばーすでぃ』にて登場                                   | [ 21 ] |
| 第12回 | 19号   | 12位                      | ムービーほかにて登場                                                     | [ 22 ] |
| 第13回 | 20号   | 18位                      | 漫画『ふふふ的4コマ』にて登場。                                          | [ 23 ] |
| 第14回 | 21号   | 11位                      | 『SS魔導Javaゲーム』にて登場                                             | [ 24 ] |
| 第15回 | 22号   | 6位                       | 『魔導対戦はさむんちょ』にて登場                                         | [ 25 ] |
| 第16回 | 23号   | 7位                       | 『ぷよカード』にて登場                                                   | [ 26 ] |
| 第17回 | 24号   | 20位                      | 壁紙にて登場。                                                           | [ 27 ] |
| 第18回 | 24号   | 20位                      |                                                                          | [ 28 ] |
| 第19回 | 25号   | 圏外                      |                                                                          | [ 29 ] |

### 反響（セガ時代）
2021年の『ぷよぷよ!!クエスト』8周年を記念した人気投票において、ルルーは17位にランクインした。
また、8周年を記念した生放送で公開された「★7キャラクター所持数ランキング」には、ルルーが3位にランクインした。